# Halimium calycinum
Halimium calycinum là một loài thực vật có hoa trong họ Nham mân khôi. Loài này được (L.) K.Koch mô tả khoa học đầu tiên năm 1853.

## Hình ảnh

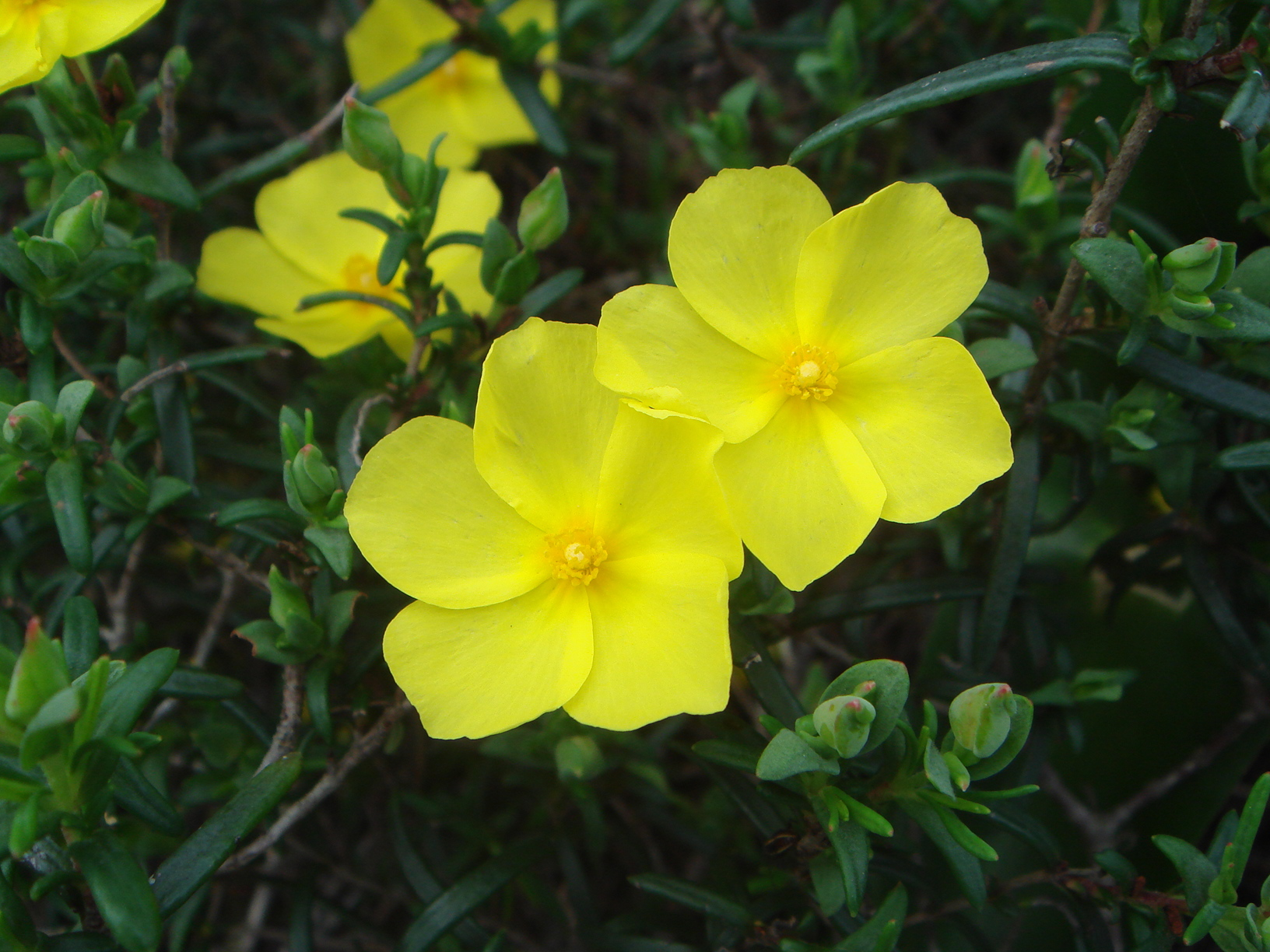
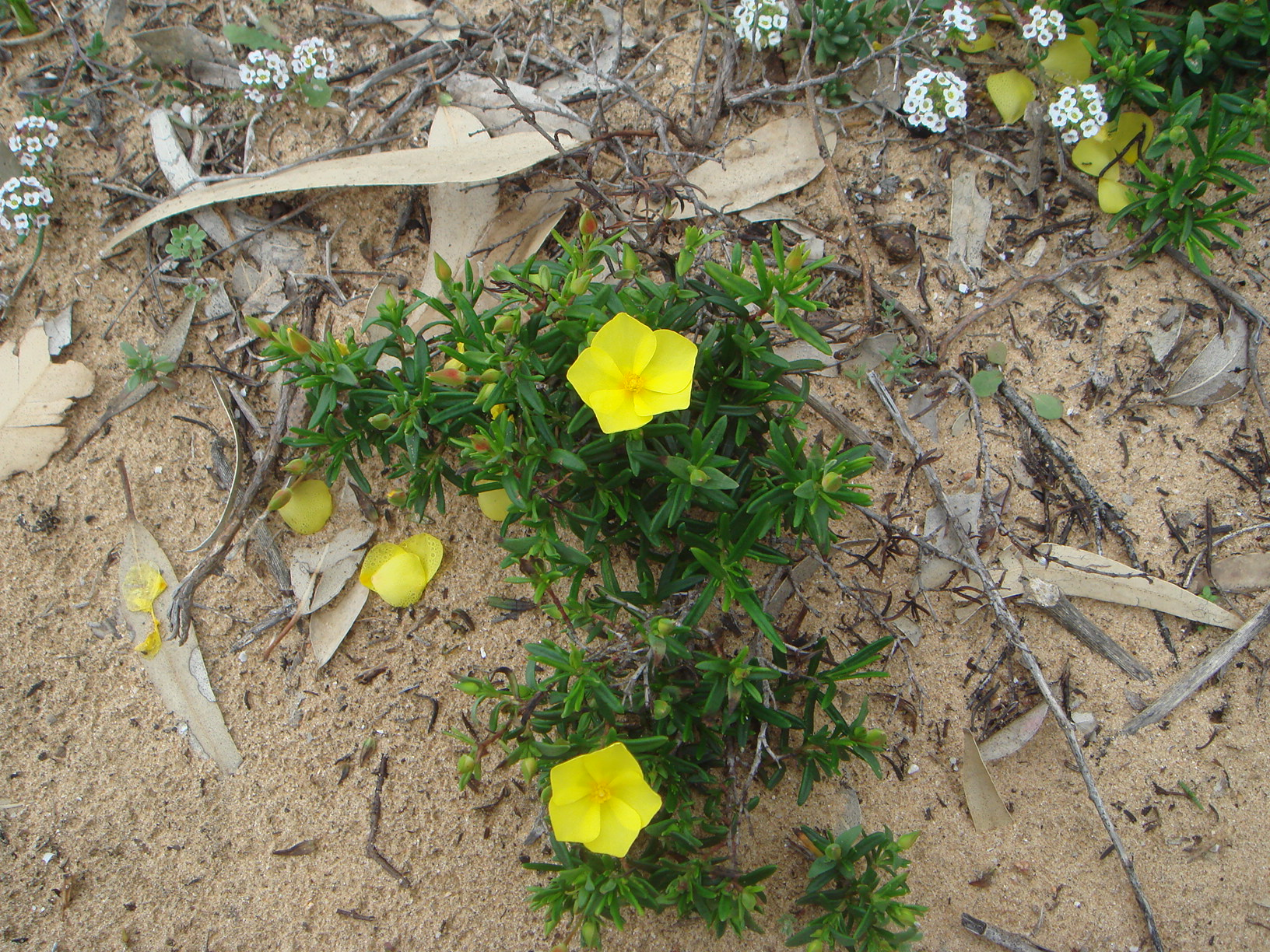
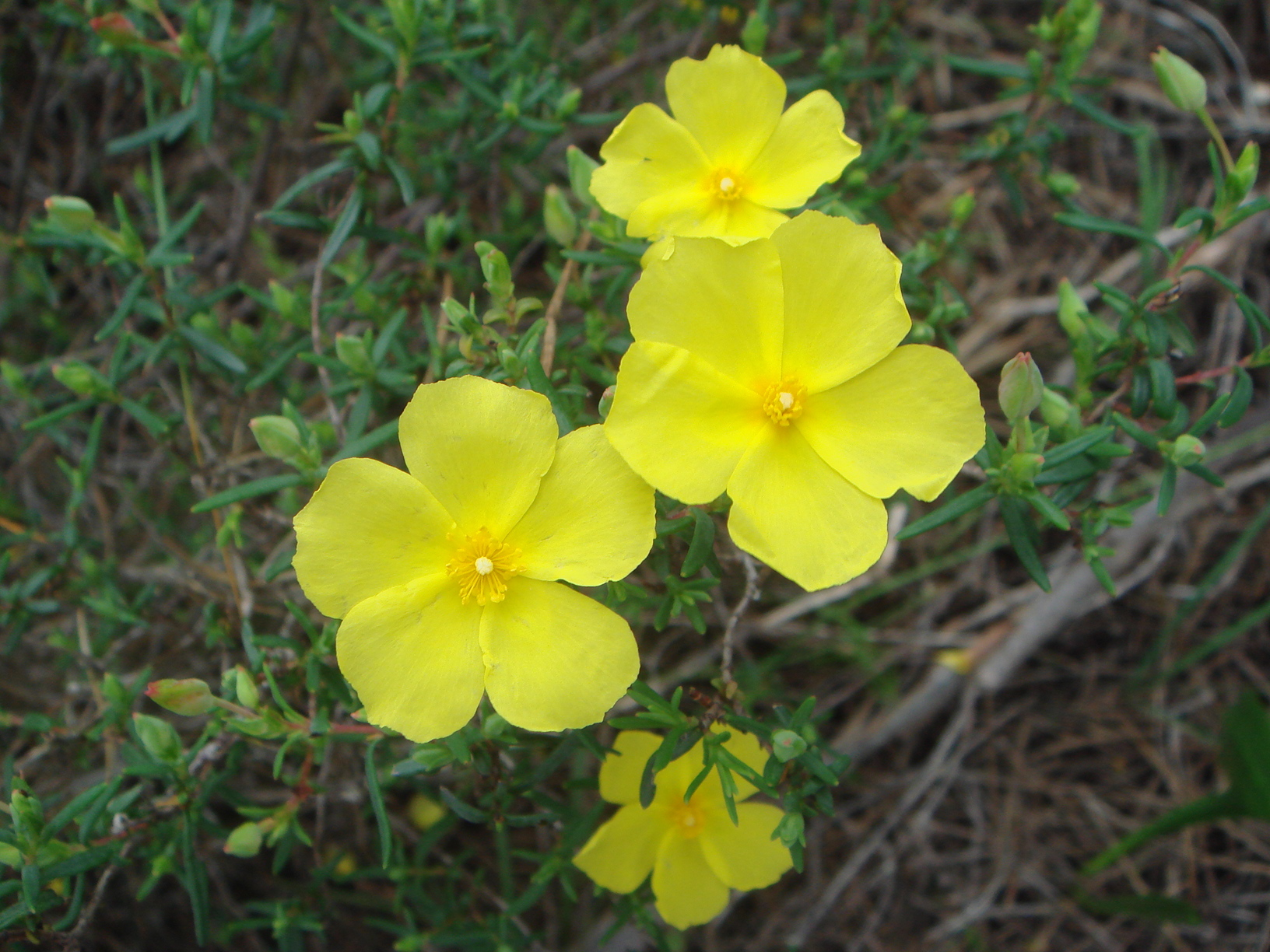